# Szarbsko
Szarbsko [pronunciación en polaco: /ˈʂarpskɔ/] es un pueblo ubicado en el distrito administrativo de Gmina Aleksandrów, dentro del Distrito de Piotrków, Voivodato de Łódź, en Polonia central. Se encuentra aproximadamente a 5 kilómetros al suroeste de Aleksandrów, a 25 kilómetros al sureste de Piotrków Trybunalski, y a 68 kilómetros al sureste de la capital regional Łódź.